# Le stagioni del cuore (film)
Le stagioni del cuore (Places in the Heart) è un film del 1984 diretto da Robert Benton.

## Trama
Una giovane madre di famiglia, Edna Spalding, dopo la morte del marito sceriffo per mano di un ragazzo afroamericano ubriaco, si trova improvvisamente di fronte all'esigenza di provvedere da sola a tutti i problemi della vita quotidiana. Dopo la morte del marito inoltre viene a sapere che la vasta tenuta e la casa stessa non sono ancora state interamente pagate.
Di fronte al duplice rischio di dover vendere tutto e di dover disperdere la propria famiglia, la signora Spalding, con l'aiuto determinante dell'afroamericano Moses, trasforma la sua arida tenuta in una fiorente piantagione di cotone. Su questo impianto si inseriscono altri significativi avvenimenti: dal locatario cieco, accolto inizialmente dalla signora Spalding solo per ragioni economiche, sulle quali prevarranno ben presto comunque quelle di carattere umanitario e affettivo, al violentissimo tornado che si abbatte e distrugge l'intera zona, al conflitto razziale in cui sarà alla fine direttamente coinvolto Moses, artefice della fortuna della famiglia Spalding.

## Riconoscimenti
- 1985 - Premio Oscar
  - Miglior attrice protagonista Sally Field
  - Migliore sceneggiatura originale a Robert Benton
  - Nomination Miglior film a Arlene Donovan
  - Nomination Migliore regia a Robert Benton
  - Nomination Miglior attore non protagonista a John Malkovich
  - Nomination Miglior attrice non protagonista a Lindsay Crouse
  - Nomination Migliori costumi a Ann Roth
- 1985 - Golden Globe
  - Migliore attrice in un film drammatico a Sally Field
  - Nomination Miglior film drammatico
  - Nomination Migliore sceneggiatura a Robert Benton
- 1984 - National Board of Review Award
  - Miglior attore non protagonista a John Malkovich
- 1985 - Kansas City Film Critics Circle Award
  - Miglior attore non protagonista a John Malkovich
- 1985 - Festival di Berlino
  - Migliore regia a Robert Benton
  - Nomination Orso d'Oro a Robert Benton
- 1984 - New York Film Critics Circle Award
  - Migliore sceneggiatura a Robert Benton